# Universidad CESMAG
Die Universidad CESMAG (Centro de Estudios Superiores María Goretti) ist eine private, katholisch-franziskanische Universität in Pasto, Kolumbien, gegründet von Pater Guillermo de Castellana und benannt nach der Heiligen Maria Goretti. Die Universität bietet 11 Bachelor- und 5 Masterstudiengänge in fünf Fakultäten an, darunter Sozialwissenschaften, Ingenieurwissenschaften und Erziehungswissenschaften. Gegründet 1982 als Hochschule, erhielt sie 2019 den Universitätsstatus.

Edificio San Francisco